# Khách sạn

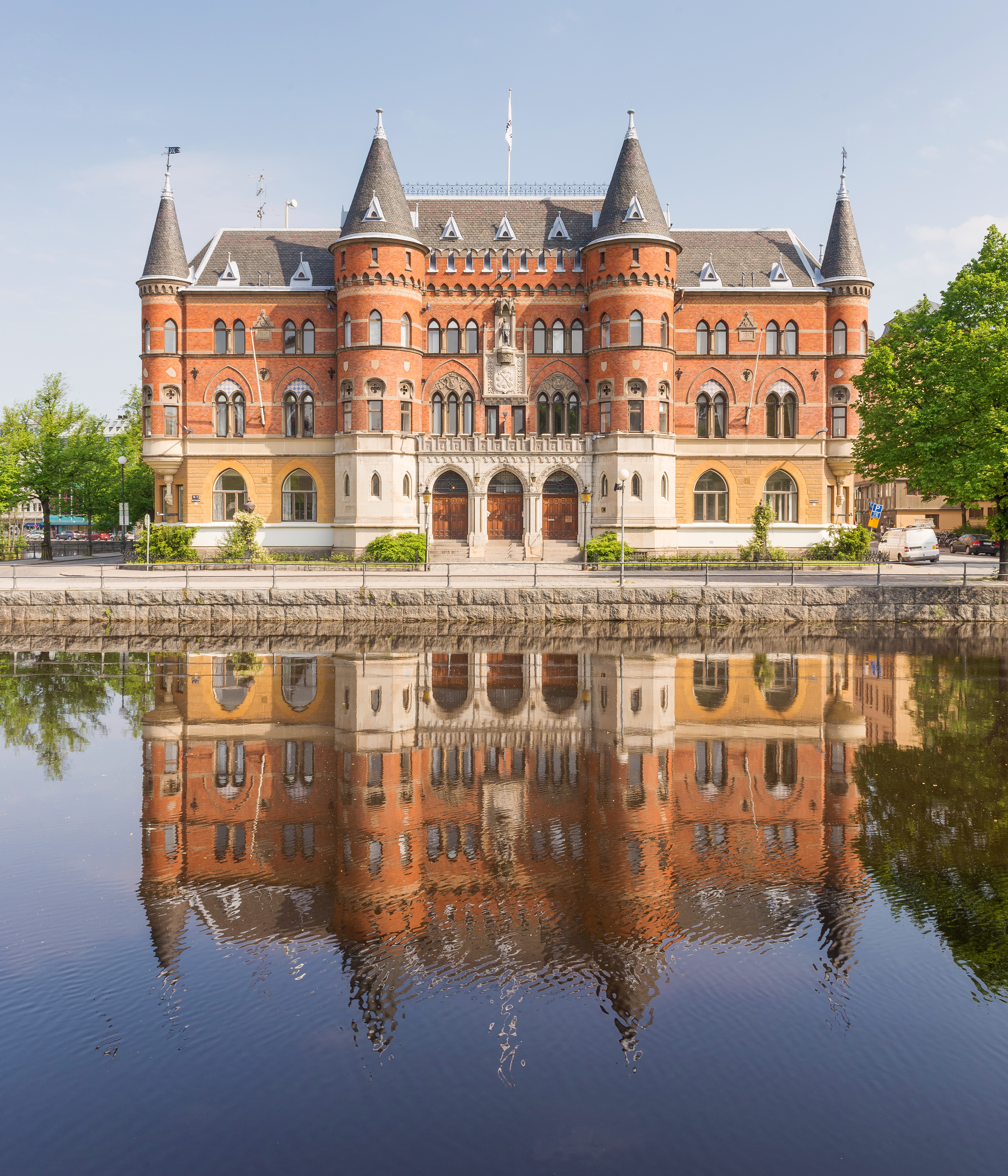
Một khách sạn ở Bắc Âu

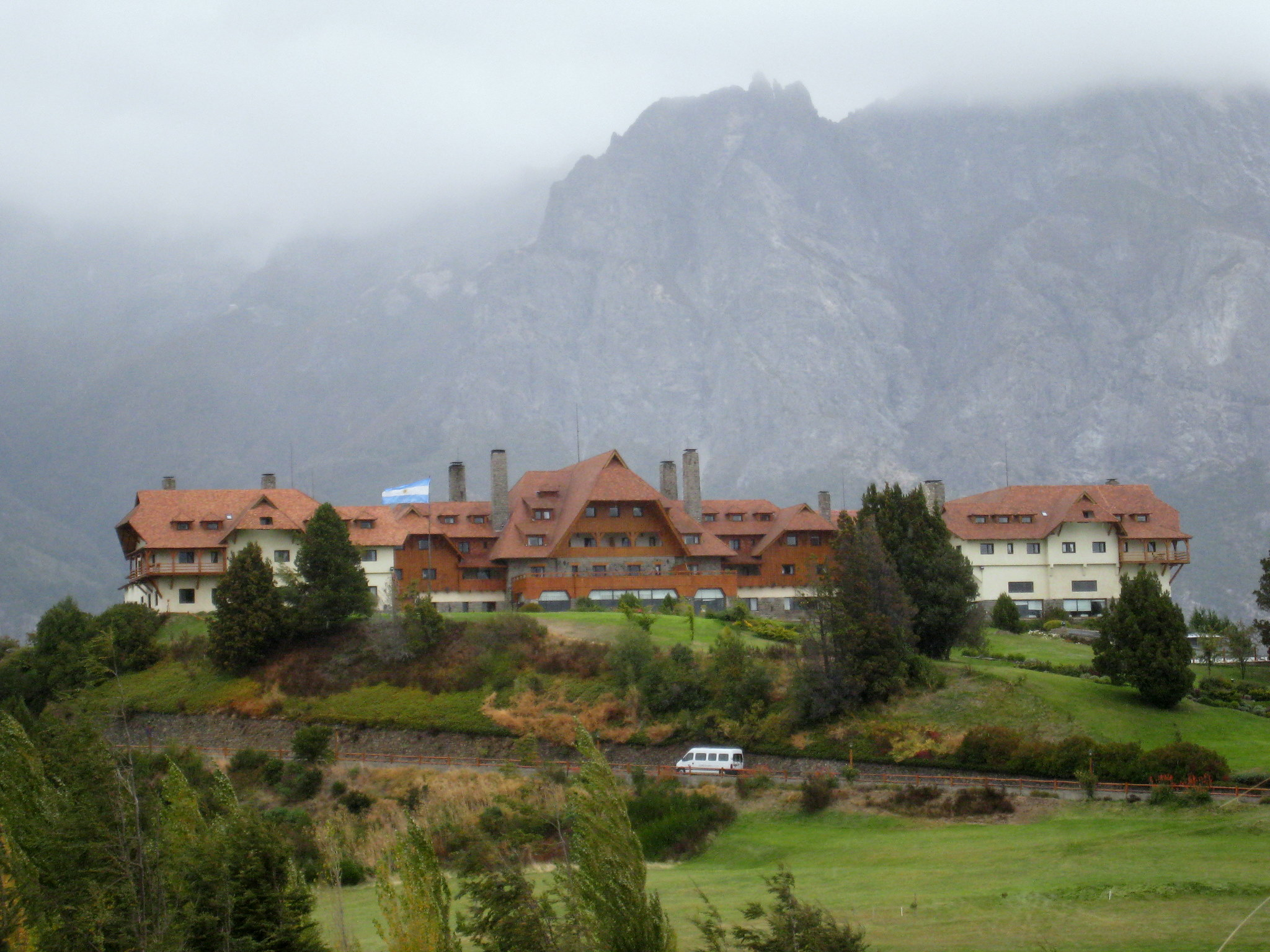
Khách sạn

Khách sạn là một công trình kiến trúc kiên cố, có nhiều tầng, nhiều phòng ngủ được trang bị các thiết bị, tiện nghi, đồ đạc chuyên dùng nhằm mục đích kinh doanh các dịch vụ lưu trú, phục vụ ăn uống và các dịch vụ bổ sung khác. Tùy theo nội dung và đối tượng sử dụng mà phân loại khách sạn tạm trú, du lịch, nghỉ dưỡng, hội nghị, v.v... Theo mức độ tiện nghi phục vụ, khách sạn được phân hạng theo số lượng sao từ 1 đến 5 sao.
Khách sạn là cơ sở kinh doanh lưu trú phổ biến trên Thế giới, đảm bảo chất lượng và tiện nghi cần thiết phục vụ kinh doanh lưu trú, đáp ứng một số yêu cầu về nghỉ ngơi, ăn uống, vui chơi giải trí và các dịch vụ khác trong suốt thời gian khách lưu trú tại khách sạn, phù hợp với động cơ, mục đích chuyến đi.
Khách sạn được hiểu là một loại hình doanh nghiệp được thành lập, đăng ký kinh doanh theo quy định của pháp luật nhằm mục đích sinh lời.